# Re-Idolized
Reidolised (The Soundtrack to the Crimson Idol) — переиздание альбома 1992 года группы W.A.S.P., которое было выпущено 2 февраля 2018 года. Кроме перезаписанных вокально-инструментальных партий альбома, в издание вошли 4 песни, которых не было в оригинальном издании. Ещё одним отличием от оригинального издания является то, что запись партий альбома была произведена полным составом группы

## Список композиций
1. The Titanic Overture
2. The Invisible Boy
3. Arena of Pleasure
4. Chainsaw Charlie (Murders In The New Morgue)
5. The Gypsy Meets the Boy
6. Michael’s Song
7. Miss You
8. Doctor Rockter
9. I Am One
10. The Idol
11. Hold on to My Heart
12. Hey Mama
13. The Lost Boy
14. The Peace
15. Show Time
16. The Great Misconceptions of Me

Вокал, гитара, клавишные, бас, перкуссия — Блекки Лоулес.
В записи альбома также принимали участие Дуг Блейр (соло гитара, вокал), Майк Дуда (бас), Френки Банали и Майк Дюпке (ударные).